# Pipunculus fonsecai
Pipunculus fonsecai är en tvåvingeart som beskrevs av Ernest F. Coe 1966. Pipunculus fonsecai ingår i släktet Pipunculus och familjen ögonflugor. Arten är reproducerande i Sverige. Inga underarter finns listade i Catalogue of Life.